# Jacaratia mexicana
Jacaratia mexicana är en tvåhjärtbladig växtart som beskrevs av A. Dc. Jacaratia mexicana ingår i släktet Jacaratia och familjen Caricaceae. Inga underarter finns listade i Catalogue of Life.

## Bildgalleri

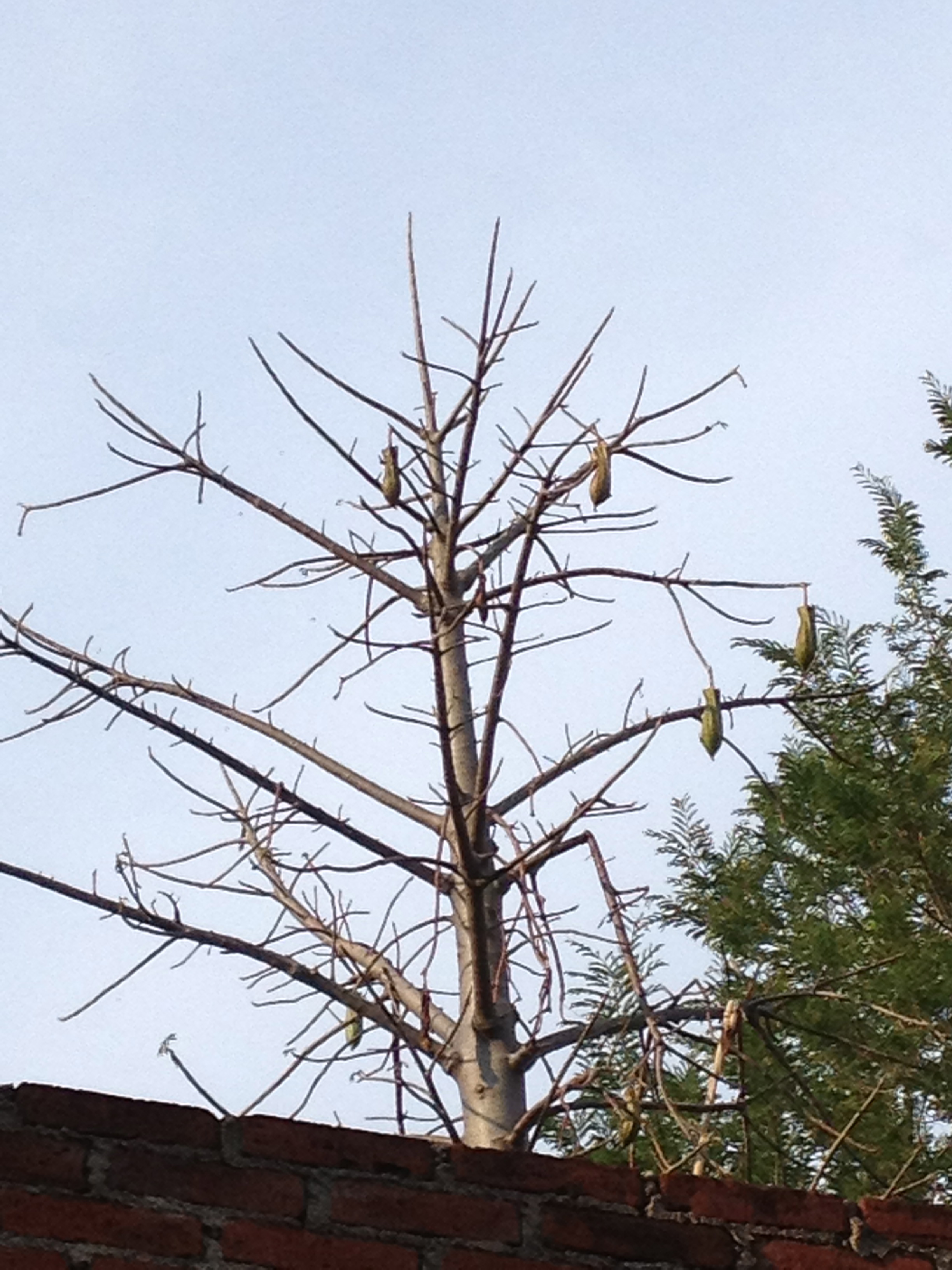